# Zeggemollisia
De zeggemollisia (Mollisia humidicola) is een schimmel behorend tot de familie Mollisiaceae. Hij komt voor op bladeren van zegge (Carex) in loofbos op vochtige bodem.

## Verspreiding
In Nederland komt de zeggemollisia zeer zeldzaam voor. 